# Analetia
Analetia é um gênero de traça pertencente à família Arctiidae.

## Espécies
- Analetia intensa Warren, 1913
- Analetia micacea Hampson, 1891
- Analetia travancorica Strand, 1922